# Супрасльська унійна єпархія
Супрасльська унійна єпархія (лат. Eparchia Suprasliensis Ruthenorum) ― церковно-адміністративна одиниця Руської Унійної Церкви, яка існувала на території Нової Східної Пруссії в складі Королівства Пруссія у 1797–1807 рр. Офіційно потверджена папою Пієм VI 6 березня 1798 р., а скасована царем Олександром І 14 лютого 1809 р.

## Історія
Виникла після третього поділу Речі Посполитої, у результаті чого в кордонах Нової Східної Пруссії опинилися 37 унійних парафій з Берестейської частини Володимирсько-Берестейської унійної єпархії і 31 ― з митрополичої єпархії з 62 318 вірними. 1796 р. митрополит Теодосій Ростоцький утворив для них генеральний вікаріат і призначив Теодосія Вислоцького вікарієм (від 1799 ― єпарх). Уряд Пруссії планував підпорядкувати католиків східного обряду єпископові вармінському, але керуючись національним інтересом (намагання уникнути впливу Росії), король Фрідріх-Вільгельм II утворив окрему єпархію і номінував єпископа.
Згідно з вказівками Плоцьких єпископів Кшиштофа Гіларія і Онуфрія Каєтана Шембеків папа Пій VI буллою «Susceptum a Nobis» від 6 березня 1798 р. надав новоутвореній церковній структурі статус вийнятої єпархії (з-під влади митрополита). До рангу катедри піднесено василіянську церкву Благовіщення Пресвятої Богородиці і святого Івана Богослова, а садибою єпископів став пізньобароковий палац архимандритів у Супраслі. Єпархія мала капітулу (2 пралати і 4 каноніки), чотири деканати (Білостоцький, Більськпідляський, Дрогичинський і Новодворський), василіянські монастирі у Варшаві і Супраслі (з філіями в Дрогичині і Кузниці) та духовну семінарію (засновану за єпископства Миколая Духновського). Одночасно влада Пруссії провела конфіскацію церковних дібр, впровадивши систему пенсій (1796) та накинувши прусську правову систему (вимоги отримання згоди державної влади на проголошення папських документів і обсадження бенефіцій, обов'язок інформування на проповідальниці про державні розпорядження).
1807 р. в результаті підписання Тільзитського миру до Російської імперії відійшли 59 парафій з Супраслем і понад 47 000 вірних, а на території Варшавського герцогства залишились 11 парафій, монастир василіян у Варшаві і 5 757 вірних, яких згодом підпорядковано холмському унійному єпископові. Номінований ще прусським королем єпископ Лев Яворовський (перебрав управління єпархією після Тільзитського миру, а єпископські свячення отримав щойно 1811 р.), став єпископом-помічником Берестейської єпархії в межах Російської імперії.

### Єпископи
- Теодосій Вислоцький (28 березня 1799 ― 10 травня 1801);
- Миколай Духновський (15 липня 1801 ― 25 червня 1805);
- Лев Яворовський (1806 ― 1807), номінат.